# Symphurus trewavasae
Symphurus trewavasae és un peix teleosti de la família dels cinoglòssids i de l'ordre dels pleuronectiformes que viu des del sud-est del Brasil fins a la costa central de l'Argentina.